# Гисса (герб)
Гисса (пол. Giza) — польский дворянский герб.

## Описание
В серебряном поле три реки поперек, белая между двумя голубыми; над верхнею красный лев, бегущий влево.
В навершии шлема такой же стоящий лев. Герб Гисса (употребляют: Кобоски) внесен в Часть 2 Гербовника дворянских родов Царства Польского, стр. 45.

## Герб используют
11 родовFossowicz, Gisse, Giza, Giżynowski, Kobosko, Koboszka, Koboszko, Luceński, Nowowiejski, Taubneker, Tumberg
Кобоскив прежней Ломжинской Земле оседлые. Из них Яков Кобоска в 1678 году купил имение Хояне-Станковента и Голасе.